# Vitbukig snårskvätta
Vitbukig snårskvätta (Cossyphicula roberti) är en afrikansk fågel i familjen flugsnappare inom ordningen tättingar. Den förekommer lokalt i bergsskogar i centrala Afrika. Arten minskar i antal, men anses inte vara hotad.

## Utseende och läte
Vitbukig snårskvätta är en rätt liten snårskvätta i brunt och orange, med ljus buk. Liksom typiska snårskvättor i Cossypha har stjärten en mörk mitt och orangefärgade sidor. Den liknar olika akalater, men skiljs åt av stjärtmönstret. Den är även lik kamerunsnårskvättan, men skiljs på mindre storlek och den vita buken. Sången består av en frenetiskt kvittrande stigande och fallande serie.

## Utbredning och systematik
Vitbukig snårskvätta delas in i två underarter med följande utbredning:
- Cossyphicula roberti roberti – förekommer i bergsskogar i sydöstra Nigeria och västra Kamerun samt på Bioko
- Cossyphicula roberti rufescentior – förekommer i bergsskogar i östra Kongo-Kinshasa, Rwanda och sydvästra Uganda

### Familjetillhörighet
Vitbukig snårskvätta liksom fåglar som rödhake, näktergalar, stenskvättor, rödstjärtar och buskskvättor behandlades tidigare som trastar (Turdidae), men genetiska studier visar att den tillhör familjen flugsnappare (Muscicapidae).

## Levnadssätt
Vitbukig snårskvätta hittas i bergsskogar på medelhög höjd. Där ses den i undervegetationen och i skogens mellersta skikt.

## Status och hot
Arten har ett stort utbredningsområde och en stor population, men tros minska i antal, dock inte tillräckligt kraftigt för att den ska betraktas som hotad. Internationella naturvårdsunionen IUCN kategoriserar därför arten som livskraftig (LC). Världspopulationen har inte uppskattats men den beskrivs som ovanlig till lokalt vanlig.

## Namn
Fågelns vetenskapliga artnamn hedrar Robert Alexander (1873-1928), bror till brittiska upptäcktsresande Boyd Alexander.